# Франческо Пандольфіні
Франческо Пандольфіні (італ. Francesco Pandolfini; 22 листопада 1833, Терміні Імерезе — 15 лютого 1916, Мілан) — італійський оперний співак, один з кращих баритонів кінця дев'ятнадцятого століття. Батько співачки Анжеліки Пандольфіні.
Навчався у Флоренції у Луїджі Ваннуччіні і Джорджо Ронконі. Дебютував на сцені в 1859 в Пізі, потім співав у театрах Генуї, Турина, Риму, Монте-Карло, в міланському Ла Скала, лондонському Ковент-Гардені, неаполітанському Сан-Карло. У 1871 виконав партію Амонасро в італійській прем'єрі «Аїди» Верді, в 1874 — партію князя Арнольдо в прем'єрі опери Понк'єллі «Литовці». Співав також Альфонса в «Фаворитці» і Северо в опері «Полієвкт» Доніцетті, Ріголетто в однойменній опері Верді, Дона Карлоса в його ж «Ернані», Нелюско в «Африканці» Меєрбера, Рікардо в «Пуританах» Белліні та ін.
У 1877 році в Парижі взяв участь у прем'єрі опери «Zilia o odio et amore» кубинського композитора Гаспара Вільяте-і-Монтес разом з Енріко Тамберліком, Нанетою і з Оленою Санс-і-Мартінес де Арізала.
При прощальному виступі в 1890 в Римі виконав партію Альфіо в «Сільській честі» Масканьї.